# هومبيرتو غرندونا
هومبيرتو غرندونا (بالإسبانية: Humberto Grondona)‏ هو مدرب كرة قدم ولاعب كرة قدم أرجنتيني، ولد في 27 أكتوبر 1957. لعب مع أرسنال ساراندي وتيغري.